# Amminadab

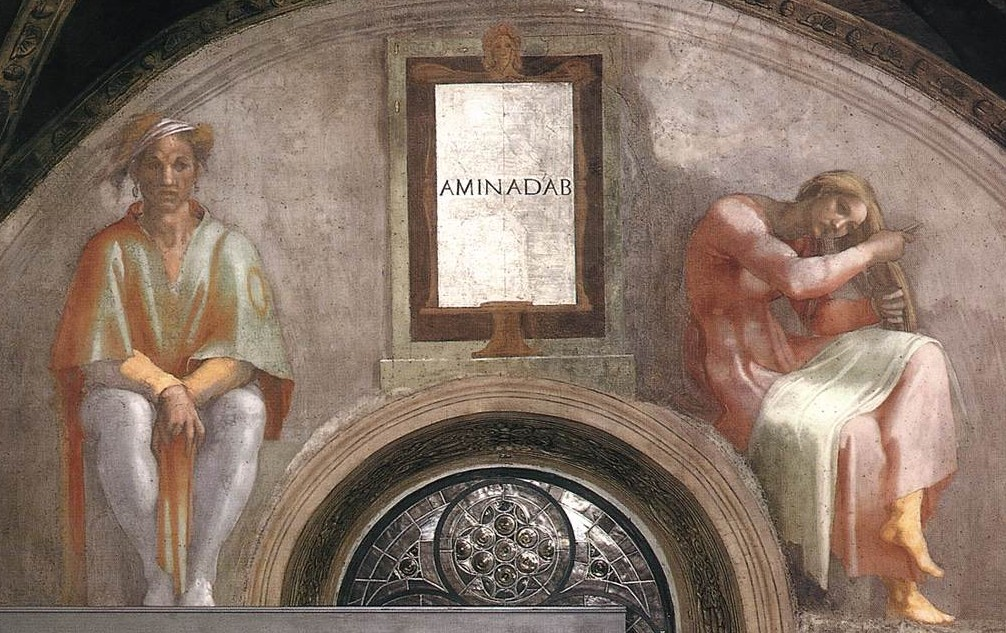
Amminadab (links) op een fresco van Michelangelo in de Sixtijnse kapel

Amminadab (Hebreeuws: עמינדב, "mijn verwanten zijn edel" of "mijn verwante heeft vrijelijk gegeven") is een naam in de Hebreeuwse Bijbel van verschillende personen. De bekendste hiervan leefde volgens de overlevering tijdens de Israëlitische ballingschap in Egypte was de zoon van Ram (of Aram). Aangezien zijn dochter Eliseba trouwde met Aäron, was Amminadab de schoonvader van Aäron.
Amminadab wordt genoemd als voorvader van Jezus en wordt in de Sixtijnse kapel als zodanig weergegeven.

## Andere vermeldingen
- Een Amminadab in 1 Kronieken 6:22 (in sommige vertalingen vers 23), die in veel vertalingen echter wordt weergegeven als Jishar. Er kan namelijk niet goed worden verklaard waarom Amminadab wordt vermeld als vader van Korach. Sara Japhet ziet er een verschrijving van "Amram" in,[4] maar Thomas Willi en anderen stellen voor er Jishar voor te lezen, net als in Exodus 6:18, 21 en sommige handschriften in de Septuagint.[5] Hiermee zou deze Korach, zoon van Amminadab, worden onderscheiden van de Korach, zoon van Jishar, uit Numeri 16, omdat deze door het verhaal waarin hij voorkomt zo'n slechte reputatie had.
- De Amminadab uit 1 Kronieken 15:10-12 was een Leviet en hielp de ark van het verbond naar Jeruzalem te dragen.[6]